# Kläppe naturreservat
Kläppe naturreservat är ett naturreservat i Östersunds kommun i Jämtlands län.
Området är naturskyddat sedan 2019 och är 13 hektar stort. Reservatet ligger norr om Kläppe och består av granskog med inslag av gamla tallar och gamla grova aspar.